# V tichu
V tichu è un brano musicale della cantante pop rock slovacca Katarína Knechtová, estratto come secondo singolo dal suo album di debutto da solista Zodiak. Il singolo è riuscito a raggiungere la posizione numero 1 della classifica slovacca degli artisti locali, dove è rimasto in totale per 41 settimane.

## Classifiche
| Classifica (2009) | Posizione massima |
| ----------------- | ----------------- |
| Repubblica Ceca   | 15                |
| Slovacchia        | 3                 |